# كارل سنيل
كارل سنيل (بالألمانية: Karl Snell ) (و. 1806 – 1886 م) هو رياضياتي، وفيزيائي، وأستاذ جامعي من ألمانيا .
توفي في ينا، عن عمر يناهز 80 عاماً.

## مناصب وهيئات
أدار جامعة ينا.